# Monster High: A film
A Monster High: A film (eredeti cím: Monster High: The Movie) 2022-es amerikai–francia fantasy film, amelyet Todd Holland rendezett, a Monster High franchise alapján. A főbb szerepekben Miia Harris, Ceci Balagot, Nayah Damasen, Case Walker és Kyle Selig látható.
Amerikában 2022. október 6-án mutatta be a Nickelodeon és a Paramount+. Magyarországon 2023. március 12-én mutatta be a Nickelodeon és a TeenNick.

## Cselekmény
Clawdeen Wolf, egy félig vérfarkas lány, aki egy Apollo nevű emberi apától és egy Selena nevű vérfarkas anyától született. Clawdeen 15. születésnapján meghívást kap a Monster Highba tanulni. Bár Apollo vonakodik, beleegyezik, hogy a lány részt vehessen, azzal a feltétellel, hogy elrejti emberi oldalát.
A Monster Highba érkezve Clawdeen összebarátkozik Frankie Steinnel, a nem bináris, zseniális elmével rendelkező szörnnyel, és beleszeret Deuce Gorgonba, Medúza fiába. Találkozik továbbá Draculaurával, Drakula lányával; Cleo de Nile-lal, Deuce volt barátnőjével és a Múmia lányával; Lagoona Blue-val, egy kolumbiai tengeri szörnyeteggel; és a zombi Ghoulia Yelps-szel. Az iskola igazgatónője, Vércse meghívja Clawdeent, hogy képviselje a diákokat a közelgő Alapítók Napján megrendezésre kerülő Monster High Tanácson, amibe Clawdeen beleegyezik.
Clawdeen felfedezi, hogy átmenetileg emberré változik, amikor erős érzelmeket érez, különösen Deuce közelében. Az órán professzora, Mr. Komos elmeséli Edward "Eddy" Hyde történetét, aki egy korábbi diák és félig szörnyeteg volt, akit kicsaptak, amikor felfedezték emberi oldalát, és így a vadászok megölhették. Komos elmondja, hogy Hyde kifejlesztett egy formulát, amivel teljes értékű szörnnyé változtathatja magát, de soha nem tudta kipróbálni, mivel megölték, mielőtt ez megtörténhetett volna. Clawdeen úgy dönt, hogy megtalálja és megissza a formulát.
Clawdeen titkára Frankie jön rá. Ahelyett, hogy kitérnének előle, segítenek neki megkeresni Hyde laborját az iskola temetőjében. Ott felfedezik, hogy Draculaura boszorkányságot gyakorol, amit a segítségéért cserébe megígérik, hogy titokban tartanak. A csoport megtalálja a labort, de olyan zár van rajta, amit csak egy bizonyos kéz tud kinyitni.
Draculaura talál egy varázsigét, amely feloldhatja a labort, és amelynek egyik összetevője az ogre csontja. Clawdeen gyűjt belőle Vércse bögréjéből, és majdnem elkapja Cleo, amíg Draculaura el nem mond egy varázslatot, amely megváltoztatja Clawdeen képmását. A következő hozzávaló a kígyóméreg, amit Clawdeen Deuce hajából szerez meg; a kettő között érzések alakulnak ki egymás iránt, miután elnyerték egymás bizalmát. Később Clawdeen, Frankie és Draculaura befejezik a varázslatot, de nem tudják kinyitni a labort, és Vércse, Komos és Cleo elfogja őket, utóbbi pedig elárulta Vércsének Draculaura varázslási gyakorlatát. Amikor az iskola remegni kezd, Vércse rájön, hogy valahol közöttük van egy "hamisítatlan szörnyszív".
Másnap, miközben úgy érzi, hogy mindenkit veszélybe sodor, Clawdeen elhagyja az iskolát. Draculaura és Frankie megtalálja őt, és meggyőzik, hogy térjen vissza, mondván, hogy bármi áron segíteni fognak neki. Az Alapítók Napján a csoport felfedezi, hogy Clawdeen átalakított emberi keze képes kinyitni Hyde laboratóriumát; bár a tér egyszerűen egy ogre sírjának tűnik, egy rejtett ajtó mögött megtalálják Hyde laboratóriumát és képletét. Clawdeen majdnem megissza a formulát, de megáll, mert vonakodik feladni a "másik felét". Hirtelen megjelenik Komos, aki felfedi, hogy ő is félig ember, és elmondja Clawdeen-nek, hogy nem megoldás, ha feladod magad. Amikor a lány odaadja neki a formulát, Komos megissza helyette, és elárulja, hogy ő maga Hyde fia, és a Monster High elpusztításával akarja megbosszulni apja halálát.
Komos átváltozik telivér szörnyeteggé, amely képes elnyelni egy szörny erejét, és elsőként Draculaura erejét veszi át. Miután bezárják Komost a laborba, Clawdeen, Frankie és Draculaura Cleo segítségét kéri, aki Lagoonával, Deuce-szal, Ghouliával és Heath-tel érkezik. Komos megszökik és ellopja Deuce képességeit, majd Deuce-ot kővé változtatja; Clawdeen, összetört szívvel, teljes emberré változik, a tinédzserek legnagyobb megdöbbenésére. Clawdeen Cleo telefonjával ráveszi Komost, hogy nézze meg a saját tükörképét, amivel megkövül, és visszaadja Draculaura és Deuce erejét. Vércse, Drakula és a Monster High Tanács időben érkezik, hogy felfedezzék Komos szándékait és Clawdeen titkát is.
Másnap Apollo érkezik Clawdeenért, hogy visszatérjenek az emberek világába. Mindkettőjük meglepetésére Vércse igazgatónő elárulja, hogy Clawdeen-t nem az "igazi szörnyszív" miatt rúgja ki, Drakula pedig kijelenti, hogy az iskola alapszabályát átírják, hogy elismerjék, nem minden ember rossz. A szörnyek üdvözlik Clawdeent, mint az első hivatalos embervérű diákot, Drakula engedélyezi Drakulaurának, hogy boszorkányságot gyakoroljon, Deuce pedig indul a diáktanácsba. Clawdeen-t Drakula, Apollo és az összes diák ünnepli.
A stáblista előtti jelenetben, egy ismeretlen helyen egy boszorkány egy kristálygömbön keresztül nézi, és utasítja csatlósait, hogy hozzák el hozzá Drakulaurát, előrevetítve a folytatás eseményeit.

## Szereplők
| Szereplő                       | Színész             | Magyar hang      | Leírás |
| ------------------------------ | ------------------- | ---------------- | --- |
| Clawdeen Wolf                  | Miia Harris         | Fritz Éva        | Selena és Apollo lánya, Frankie és Draculaura legjobb barátja, valamint Deuce szerelme. Félig vérfarkas, félig ember, és egy kicsit védett, mivel az emberek világában nevelkedett, de nagyon gondoskodó, és nagyon törődik a barátaival.                                                                                         |
| Frankie Stein                  | Ceci Balagot        | Magyar Viktória  | Frankenstein és Dr. Stein gyermeke, valamint Clawdeen és Drakulaura legjobb barátja. Ő egy mindössze 15 napja született Frankenmonster, akit a történelem legnagyobb zsenijeiből állítottak össze, Frankie Clawdeen szobatársa.                                                                                                   |
| Draculaura                     | Nayah Damasen       | Boldog Emese     | Drakula lánya, Frankie Stein és Clawdeen Wolf barátja. Kicsit lázadó, a mágia, különösen a boszorkányság megszállottja, annak ellenére, hogy ez szigorúan tilos. |
| Deuce Gorgon                   | Case Walker         | Penke Bence      | Medusa és Lyra fia, Heath legjobb barátja, Cleo volt barátja és Clawdeen szerelme. A gorgó képességei miatt kénytelen szemüveget viselni, hogy senkit ne változtasson kővé, a kígyóit pedig kalap alá rejti, hogy ne harapjanak meg senkit.                                                                                       |
| Komos / Edward "Eddy" Hyde Jr. | Kyle Selig          | Kékesi Gábor     | Félig szörny, félig ember, szarvakkal, és a Monster High "menő tanára". Komos hihetetlenül megbízható, és útmutatást és tanácsokat ad Clawdeen-nek, hogyan illeszkedjen be a Monster High-ba. De kiderül, hogy ő a félig ember félig szörny Edward "Eddy" Hyde fia, akit az emberek megöltek, miután kirúgták a Monster High-ból. |
| Vércse                         | Marci T. House      | Nádasi Veronika  | Fejetlen lovasnő, aki a Monster High kemény, de igazságos igazgatónője, és szigorúan betartja a szabályokat. |
| Apollo                         | Scotch Ellis Loring | Holl Nándor      | Ember, aki Clawdeen apja. A legtöbb emberrel ellentétben Apollónak sosem volt rossz véleménye a szörnyekről, nagyon szereti lányát és feleségét, nem törődik azzal, hogy mindketten vérfarkasok. |
| Dracula                        | Steve Valentine     | Galbenisz Tomasz | Draculaura apja, Vércse barátja és a Monster High Tanács tagja. Drakula nyomást gyakorol Drakulaurára, hogy kiváló tanuló legyen, ahogyan ő, az apja, a nagyapja és a dédapja is az volt. |
| Cleo de Nile                   | Jy Prishkulnik      | Kardos Eszter    | Múmia lánya, Deuce volt barátnője, Lagoona legjobb barátnője és a Monster High állandó méhkirálynője. |
| Lagoona Blue                   | Lina Lecompte       | Faluvégi Fanni   | A tengeri szörny és egy tengeri nimfa lánya. Ő Cleo legjobb barátja. |
| Heath Burns                    | Justin Derickson    | Nagy Gereben     | A Tűzelementálok fia, Deuce legjobb barátja és Abbey szerelme. |
| Ghoulia Yelps                  | Lilah Fitzgerald    | Gyenis Erika     | A zombi lánya. |

### Magyar változat
- Magyar szöveg: Lai Gábor
- Szinkronrendező: Gaál Erika

A szinkront a Labor Film Szinkronstúdió készítette.

## A film készítése
2021. február 23-án a Mattel televíziós részlegén keresztül bejelentette a Monster High márka második visszatérését, új tartalmakat és termékeket ígérve a következő évre, beleértve egy új animációs sorozatot és egy élőszereplős filmet a franchise alapján, amelyeket az Egyesült Államokban a Nickelodeon fog sugározni. 2021. november 9-én nyilvánosságra hozták a film szereplőgárdáját és rendezőjét.